# マルク・シャガール

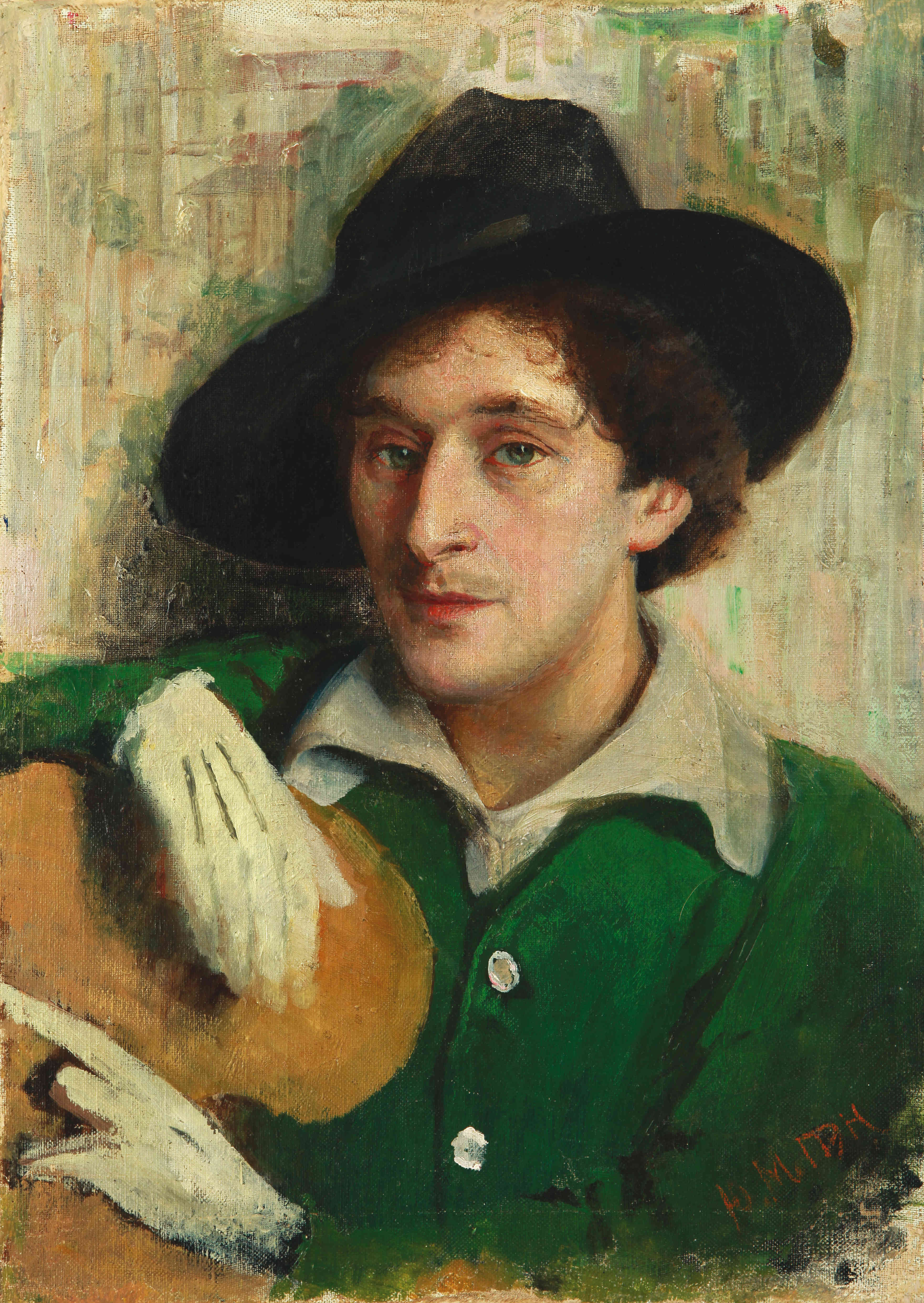
ユーリ・ペンが描いた1914年ころのシャガール像

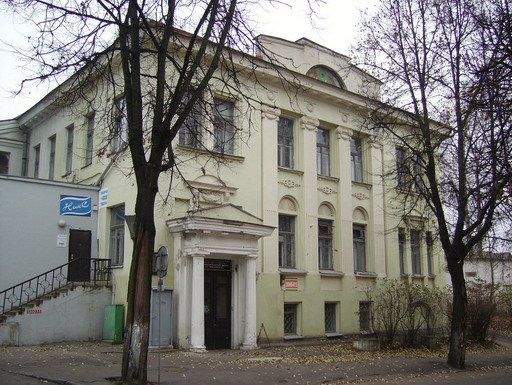
旧ヴィチェプスク現代美術館及び人民美術学校本館

マルク・シャガール（Marc Chagall, イディッシュ語: מאַרק שאַגאַל‎, 1887年7月7日 - 1985年3月28日）は、20世紀のロシア（現ベラルーシ）出身のフランスの画家。生涯、妻ベラ・ローゼンフェルト（en:Bella Rosenfeld）を一途に敬愛していたこと、ベラへの愛や結婚をテーマとした作品を多く製作していることから別名「愛の画家」と呼ばれ、また華麗な色づかいから「色彩の魔術師」とも呼ばれる。

## 来歴
1887年7月7日、帝政ロシア領ヴィテブスク（ヴィチェプスク、現ベラルーシ・ヴィーツェプスク）にて、父ザハール、母フェイガ・イタの元に9人兄弟の長男、モイシェ・セガル（Moishe Segal、משה סג"ל）として生まれた。ロシア名マルク・ザハロヴィチ・シャガル（ロシア語:  Марк Захарович Шагал）、ベラルーシ名モイシャ・ザハラヴィチ・シャガラウ（ベラルーシ語: Мойша Захаравіч Шагалаў）、後にパリでマルクと名乗るようになる。
故郷ヴィテブスクは人口65000人の半分以上をユダヤ人が占めている町（シュテットル）で、シャガール自身もユダヤ系（東欧系ユダヤ人）である。
1900年、4年制の公立学校に入学した。なお、この頃の同級生は彫刻家、画家のオシップ・ザッキンで、共に芸術家を目指した。
1907年、当時の首都サンクトペテルブルクのニコライ・リョーリフが学長を務める美術学校に入るが、同校のアカデミックな教育に満足しなかったシャガールはやがて1909年にレオン・バクストのズヴァンツェヴァ美術学校で学ぶことになる。バクストは当時のロシア・バレエ団の衣装デザインなどを担当していた人物である。
シャガールは1910年パリに赴き、5年間の滞在の後、故郷へ戻る。この最初のパリ時代の作品にはキュビスムの影響が見られる。1915年に母が病死。同年にベラと結婚。10月革命（1917年）後のロシアでしばらく生活するが、1922年、故郷に見切りをつけ、ベルリンを経由して1923年にはふたたびパリへ戻る。ロシア時代のシャガールはロシア・アヴァンギャルドに参加して構成主義の影響の濃い作品、デザイン的作品を制作したが、出国後の作品は「愛」の方への傾斜が認められる。1941年、第二次世界大戦の勃発を受け、ナチスの迫害を避けてアメリカへ亡命した。なお、同郷人で最初の妻ベラ・ローゼンフェルトは1944年にアメリカで病死した。
1947年にパリへ戻ったシャガールは、1950年から南フランスに永住することを決意し、フランス国籍を取得している。1951年、彫刻制作を始める。1952年、当時60歳代のシャガールはユダヤ人女性ヴァランティーヌ・ブロツキーと再婚した。1960年、エラスムス賞受賞。同年、当時のフランス共和国文化大臣でシャガールとも親交のあったアンドレ・マルローはオペラ座の天井画をシャガールに依頼。これは1964年に完成している。1966年、シャガールは17点の連作『聖書のメッセージ』をフランス国家に寄贈した。マルローはこの連作を含むシャガールの作品を展示するための国立美術館の建設を推進し、ニース市が土地を提供する形で、1973年、86歳の誕生日に、ニース市に「マルク・シャガール聖書のメッセージ国立美術館」（現国立マルク・シャガール美術館）が開館した。
1966年から20年近く暮らした、ニースに近いサン＝ポール＝ド＝ヴァンスの墓地に眠る。「マーグ財団美術館」に大作がある。

## 人物
- 毒舌家としても知られ、同時代の画家や芸術運動にはシニカルな態度を示していた。特にピカソに対しては極めて辛辣な評価を下している[注釈 1]。
- シュルレアリスムに共感を持てず、自分のことを「シュルレアリストと呼ばないで欲しい」と語っている。アポリネールは彼の作風を“シュルナチュラリスム（超自然主義）”と呼んだ。

## エピソード
ホンダの創業者、本田宗一郎とパリで会った経験をもつ。この時本田は、日本からのお土産は何にしようかと迷いに迷った末、毛筆、墨、硯の一式を持っていくことに決めた。いざシャガールに会いに行くと、「これはどう使うのか」という話になり、あれこれ説明しているうちに、いきなり席を立って画室にこもってしまった。何が起きたのかわからず、戸惑う本田に、シャガールの妻が「もう、主人の出てくるのを待っていてもいつになるかわかりませんよ。あなたからもらった筆を実際に試しているのでしょうが、こうなったら何時間でも画室にこもったきりになってしまうのです」と説明したという。シャガールの探究心の旺盛さを示すエピソードである。

## 代表作
- I and the Village（1911年）　ニューヨーク近代美術館
- 七本指の自画像（英語版）（1912年 - 1913年）　アムステルダム市立美術館
- 誕生日（1915年）　ニューヨーク近代美術館
- Green Violinist（1923年）　グッゲンハイム美術館
- バレエ『アレコ』（1942年）　舞台背景画　第1、2、4幕　青森県立美術館
- バレエ『アレコ』（1942年）　舞台背景画　第3幕　フィラデルフィア美術館
- 青いサーカス（1950年）　ポンピドゥー・センター
- ダフニスとクロエ（1961年） カラーリトグラフの挿画本
- イスラエル十二部族（1962年）　ステンドグラス　エルサレムの病院のシナゴーグ（礼拝堂）を飾る
- 天井画（1964年）　ガルニエ宮
- イカルスの墜落（1974年）　ポンピドゥー・センター
- ステンドグラス（1974年）　ランス大聖堂
- オデュッセイア（1975年） カラーリトグラフの挿画本
- America Windows（1977年）　シカゴ美術館
- ステンドグラス（1978年）　聖シュテファン教会（マインツ）

## 著書など
- 『自叙伝』マルク・シャガール著, 中山省三郎訳　第三書院、1933
  - 『夢のかげに シャガール自伝』中山省三郎訳　創元社、1953
- 『シャガールわが回想』 (美術選書) 三輪福松,村上陽通訳　美術出版社、1965　のち朝日選書
- 『シャガール 陶器と彫刻』解説: シャルル・ソルリエ, 翻訳: 瀬木慎一　求竜堂、1974
- 『シャガールの聖書』ピエール・プロヴォワユール 解説, 太田泰人, 幸福輝訳、岩波書店、1985.4
- 『シャガール・リトグラフ全作品集』シャルル・ソルリエ 編, 中山公男 監訳、講談社、1987.2

### 作品集
- 『シャガール』 (講談社版アート・ブックス)  土方定一編集並解説　大日本雄弁会講談社、1955
- 『シャガール』 (現代美術）矢内原伊作解説　みすず書房、1960
- 『シャガール 人と芸術』(現代教養文庫) 高階秀爾,坂崎乙郎共著　社会思想社、1963
- 『現代世界美術全集 17　シャガ－ル』解説：竹本忠雄 座右宝刊行会編　集英社、1971
- 『新潮美術文庫 47　シャガール』解説: 岡田隆彦　新潮社、1975
- 『世界の素描 35　シャガ－ル』島田紀夫編著 講談社、1978.2
- 『シャガール石版画全集』全5巻　出版21世紀、1978.5
- 『25人の画家 現代世界美術全集 第22巻　シャガール』高見堅志郎編集・解説　講談社、1980.12
- 『平凡社版世界の名画 17・シャガール』酒井忠康 著、1984.1
- 『現代世界の美術 アート・ギャラリー 16　シャガ－ル』黒江光彦 責任編集、集英社、1985.9
- 『マルク・シャガール』(現代美術の巨匠) フランソワ・ル・タルガ 著, 佐和瑛子 訳、美術出版社、1987.10
- 『マルク・シャガール』(モダン・マスターズ・シリーズ)アンドリュー・ケーガン 著, 大島清次,川口幸也 訳、美術出版社、1990.8
- 『シャガール』(岩波世界の巨匠)ミシェル・マカリウス 著, 小勝礼子訳、岩波書店、1992.9
- 『マルク・シャガール陶芸の世界』シルヴィ・フォレスティエ, メレ・メイエ 著, 清水宏[訳]、同朋舎出版、1992.11
- 『シャガール』(岩波世界の美術) モニカ・ボーム=デュシェン 著, 高階絵里加訳、岩波書店、2001.5
- 『シャガール』(アート・ライブラリー) ジル・ホロンスキー 著, 湊典子訳、西村書店、2003.2
- 『シャガール』(美の20世紀）シルヴィー・フォレスティエ 著, 山梨俊夫 監訳, 籾山昌夫 訳、二玄社、2006.10

## 関連書籍
- ヴァージニア・ハガード『シャガールとの日々 語られなかった7年間』黒田亮子訳　西村書店、1990.11
- シャルル・ソルリエ『わが師シャガール』石井啓子訳　新潮社、1992.3
- ハワード・グリンフェルド『マルク・シャガール』(はじめて読む芸術家ものがたり) 潮江宏三監訳、同朋舎出版、1992.7
- シドニー・アレグザンダー『マルク・シャガール』加藤弘和訳、芸立出版、1993.4
- ベラ・シャガール『空飛ぶベラ マルク・シャガールとの出会い』池田香代子訳、柏書房、1994.10
- ダニエル・マルシェッソー『シャガール 色彩の詩人 (「知の再発見」双書) 高階秀爾 監修, 田辺希久子,村上尚子訳、創元社、1999.10
- ジャッキー・ヴォルシュレガー『シャガール 愛と追放』安達まみ訳、白水社、2013.9